# 노진구
노진구는 후지코 F. 후지오의 만화 및 애니메이션 작품 「도라에몽」에 등장하는 가상의 인물이다. 원판 이름은 노비 노비타(일본어: 野比 のび太, 노비 노비타, 1962년 8월 7일 ~). 만화 작품 「도라에몽」의 주인공이다. 노석구와 오진숙의 외아들이다. 8월 7일 출생했다.

## 개요
도쿄도 네리 마구 출신의 초등학교 4학년 학생이다. 원작에서는 3학년이었으며 애니메이션에는 어떤 에피소드에서 5학년으로 나오기도 한다. 진구는 도라에몽의 도구로 의도치 않게 만행을 저지를 때도 종종 있으나, 실제로는 본래 선한 아이이다.
다른 아이들의 놀림과 불운이 너무 많은 것 때문에 공부를 잘하지 못하고, 운동 신경도 좋지 않은 불쌍한 아이로, 본작의 줄거리에 따르면 그를 돕기 위해서 노장구가 도라에몽을 21세기로 보낸 것으로 이야기가 시작된다. 이후 자신에게 있어서 곤란한 일이 생기면 항상 도라에몽을 불러서 비밀도구에 의지하는데, 비밀도구를 응용하는 것에 있어서는 천재적인 영감을 보이기도 하지 의도치 않게 장난을 치거나 사고를 치게 될 때가 많아서 결과적으로 실패하게 될 때가 꽤 많다. 실제로 도라에몽이 진구에게 도구를 빌려주면 꼭 사고가 일어난다고 말했을 정도이다. 진구는 퉁퉁이, 비실이에게 주로 괴롭힘을 당하는 편인데, 가끔 의도한 것은 아니지만, 너무 지나친 장난을 하는 바람에 퉁퉁이, 비실이는 물론이고 도라에몽, 이슬이까지 화나게 하기도 했다.
대장편 시리즈 및 영화 시리즈에서는 위에서 언급한 단점이 있기는 하지만 이것을 커버하고 남음이 있는 용감한 소년으로 묘사되고 있는 경향이 있다. 이것은 작품 내에서도 비실이에게도 대장편이라면 멋있게 된다는 취지의 대사를 하고 있다.
테마 송으로 「태평한 노비타군」(작사 : 바바 스스무, 작곡·편곡 : 키쿠치 슌스케, 노래 : 오오하라 노리코)와 「노비타군 0점」(작사 : 마이쿠스기야마,  노진구, 작곡·편곡 : 사와다 칸, 노래 : 오오하라 메구미, 대사 : 미즈타 와사비)가 있다. 전자는 애니메이션 제2작1기, 후자는 애니메이션 제2작 2기의 곡이다.

## 외모

### 얼굴
둥근 얼굴에  안경을 쓰고 있다. 평범한 얼굴이고 머리의 모양도 별 특징이 없다. "내 얼굴은 왜 만화 같은 거지?"(ぼくの顔はどうして漫画みたいなんだろ？)라고 스스로도 자신의 얼굴을 걱정할 때가 있기도 했다.
부친・노석구보다는 모친・오진숙(노진구의 어머니)와 매우 비슷하다(근시도 모친의 영향). 하지만 부친 노비스케의 소년기 당시 얼굴은 지금의 노비타와 닮았고 따라서 노비타는 부친과 얼굴이 비슷하다고도 할 수 있다. 그 뿐만 아니라 노비 가문 대대로 조상의 어린 시절의 얼굴은 비슷해서 노비타와 흡사하다(즉 얼굴은 모든 직계 장남의 특징으로 계승되고 있는 것).
근시로 인해 안경을 쓰고 있다. 안경으로 빛을 모아 공룡을 격퇴하는 등 안경에 볼록 렌즈를 사용하는 것처럼 그려진 작품이 있다. 참고로 원작에서는 25년 후의 진구는 안경을 쓰고 있지 않고 근시는 성인이 되고 나서 나았다는 설정이 있다. 하지만 애니메이션에서는 어른이 되어도 안경을 쓴 채로 나올 때도 있다.
안경을 쓰고 얼굴은 눈이 매우 작고 이 점은 아빠와 같다. 진구의 부친의 조상과 후손이 둥글고 큰 눈(하얀 눈의 부분이 안경의 프레임 수준으로 크다)인 것과는 대조적이다. 취침 중에 눈을 뜨면 눈이 「3」이나 「ε」모양을 하기도 한다(이른바 「잠에서 덜 깬 눈알」의 상태).
연재 초기에는 코가 뾰족하고 그 뾰족함의 정도는 미래의 모습으로 묘사된 청년 이후에 특히 현저하였다(이 때문에 청년 이후 진구의 얼굴은 연재 초기와 연재 중기 이후로 비교했을 때 크게 달라진 편이다).

### 체격
신장은 140cm으로 신체는 퉁퉁이보다 작고 비실이보다는 크다. 다른 반 친구들과 비교해도 평균 신장이지만 약간 마른 기색이다. 129.3cm의 도라에몽과 비교하면 더 크다. 어른이 된 노진구의 신장은 177cm이다.
미래의 노진구는 중년기 이후에는 부친인 노석구와 닮은 외모를 가지고 56세의 노진구는 안경을 쓰지 않는다. 구 도라에몽에서 성인 노진구는 소년 시절의 특징을 남긴 채로 어른이 된 느낌으로 날씬한 안경을 쓰고 있는데 신 도라에몽의 성인 노진구는 원작에 준거한 캐릭터 디자인으로 되어 있다. 원작에서는 날씬한 성인 노진구와 중년 노진구도 등장한다.
의상은 원작에서는 자주 변경되고 있었다. 애니메이션 제2작1기에서는 감색 바지에 노란색 셔츠를 입고 있었다 (일부 에피소드 제외).  애니메이션 제2작 2기에서는 에피소드마다 옷의 색깔이 다르다.

## 능력

### 지력
시험 점수가 매우 나쁜 편인데, 최하급에서 2위 정도라고 한다. 16권[훌륭한 아빠가 될거야]의 진구의 의거 예전에는 5회 중 1회의 확률로 0점을 맞았으나 이후에는 0점을 10회 중 1회의 확률로 받게 되며 예전보다는 실력이 늘어났다. OX 문제에서 20문항을 모두 틀렸다(수학적으로 무작위로 응답한 경우 20개 항목 모두 틀릴 확률은 1,048,576분의 1=2의 -20승).
그가 100점짜리 시험지를 들고 가면 부모님과 도라에몽이 감동할 정도로 100점을 맞는 일은 드물다. (실제 생애를 통해 딱 한 번 그 사실을 접하게 되었다고 한다.)
10점을 맞아도 "생각보다 좋았다."라고 말하고
30점을 맞아도 엄마가 "아, 30점이네. 다행이다."라고 말할 정도라고 한다.
지금까지 취한 고득점은 전술한 100점(도라에몽의 도구를 사용해 부정으로 100점을 맞았다. 또한 애니메이션 오리지널 에피소드 "외계인을 쫓아 돌려줘!" (2009년 11월 13일 방송)에서는 우연히 100점을 맞았다)이고 그 외에 28권 수록 「대핀치! 스네오의 답안」에서는 10점. 20권 수록 「아야카린에서 행운을」에서는 시즈카의 행운을 나눠주는 것으로 30점. 37권 수록 「노비타의 0점 탈출 작전」에서는 시문으로 시간의 흐름을 느리게 하면서 자신의 정당한 노력으로 65점, 미수록 「인간 카메라는 나름대로 찍힌다」에서도 비밀도구 없이 65점. 39권 수록 「구상화 거울」에서는 우연이지만 엉터리 답으로 95점을 취득했다.
한자를 잘 못해서 자신의 이름인 のび太(노비타)를 のび犬(노비이누)라고 쓰는 일이 많다. 太를 작성할 때 올바른 문자를 잊고 점이 없는 大로 쓸 때도 있고 大에 점을 두 군데 모두 찍는 경우가 있다. 또 이러한 글씨로 쓴 편지를 "두 점이 있는 게 뭐가 문제 있어?"라면서 삼촌에게 그대로 그 편지를 보내기도 한다. 그 외에도 「ミラー怪人」을 「ミラー貝入」 「血」을「皿」로「配」을「己酉」로「今日」과「今」을 좌우 반대로, 「日」을「目」로 혼동해서 쓴다. 또 한자(칸지)뿐만 아니라 히라가나도 혼동할 때가 있다. 예컨대 「おじょうさん」을「おしょうさん」,「はなれててくださいな」을「はなれててくだちいな」,「図かん（図鑑）を」을「図かんお」 「今日は」을「今日わ」로 혼동해서 쓰는 경우가 있다(하지만 일본어의 사용을 실수하는 경우는 적다). 2학년때의 작문은 전혀 읽지 못하고(게다가 단 1행) 선생님으로부터 "좀 더 힘냅시다."(もうすこしがんばりましょう)라는 말을 들었다.
수학도 최악이다. 계산에 있어 약한 곳이 1+1=11, 15-3=8, 6×7=67, 6×6=63이라고 대답하거나 4×2가 6이라고 대답한 적도 있다.
하지만 "{\displaystyle {\tfrac {2}{3}}\div 0.25\div 0.8=3{\tfrac {1}{3}}}"
과 같은 난해한 문제의 답을 맞추고 본래 중학교에서 배우는 일차방정식 "{\displaystyle {\tfrac {3}{8}}x={\tfrac {9}{10}}}"
을 풀어서 100점을 맞기도 한다. 일본 열도를 거대화시킨 21권 수록 「히로비로 일본」에서는 통학 시간이 "평소에 15분이고 10배면 150분, 2시간 반!"이라는 계산을 혼자 암기하였다. 타임머신을 타고 그 시대의 생활을 시도한 30권 수록 「옛날은 좋았다」에서도 목적지까지의 거리를 "3리=12km"라고 대충 어림하긴 하지만 척근법에서 미터법으로 환산하였다.
실제로 진구의 지적 수준은 지적장애나 경계선 지능까지는 아니고 그저 자신감이 부족한 것 때문일 가능성이 크며 지능 지수는 실제로는 꽤나 좋은 편으로 추측할 수 있다.
도라에몽의 도구 「정확한 그래프」에 의한 지력의 측정 결과에 따르면 이슬이의 1/6, 비실이의 2/7, 퉁퉁이의 ½ 수준이다(그러나 퉁퉁이에 관해서는 퉁퉁이가 모르는 자석의 원리를 알고 있다는 장면도 있다). 인생을 다시 한 번을 통해서 현재의 지력과 체력을 유지해서 4살 시절이 되어서 생활하는 에피소드에서는 천재 교육 연구회에서의 가공 단체 분석으로는 초등학교 2학년 수준이라고 극찬했다(다만 본래는 초등학교 4학년 수준인 것이 정상이다). 이 시점에서 본래 상태로 행방이 되었는데 초등학교 4학년이 되어도 이 지력은 그대로 유지된다고 한다 (그것 이하) (#단점 참고).

## 특기

### 수면
0.93초만에 잠이 든다. 만약에 박스를 이용해 잠이 위대한 세계를 만들었을 때에는 이 속도가 올림픽 낮잠 대회에서 금메달을 취득할 수 있는 수준이 되어서 세계 기록 수준으로 언급된다. 애니메이션판에서는 0.3초만에 잠이 든 적도 있다. 

가끔씩 너무 낮잠을 많이 자서 밤에 잠을 자지 못하고 숙제를 하거나 TV를 보거나 거리를 산책하는 경우도 종종 있다.
덧붙여서 하루 수면 시간은 약 12시간 정도이다.

### 실뜨기
춤추는 나비, 갤럭시, 은하, 혜성, 자신의 엄마 등을 실뜨기로 표현한다. 그러나 그가 실뜨기를 좋아하는 이유는 실뜨기를 특별히 좋아하다기 보다는 돈도 들지 않고 지치지도 않고 뱃살도 줄기 때문이라고 말한 적이 있었다. 만약에 박스를 이용해서 가상의 실뜨기 세계를 체험했을 때는 계약금 3000만엔(애니메이션 신 도라에몽의 경우에는 1억엔)으로 일본 프로 실뜨기 협회에서 스커우트 담당자로부터 "세계 챔피언이 될 수 있다."라는 말을 들었을 정도.또한 같은 에피소드에서 대단히 전문적인 실뜨기 기술을 선보여 진구는 (실뜨기)천재 소년이라는 것이 순식간에 퍼졌다.
그리고 한 에피소드에서는 도라에몽의 장인 간판이라는 도구로 진구의 집이 실뜨기를 배우는
도장이 되었다.집이 꽉 찰 정도의 제자가 온 적도 있다.

### 실뜨기에 대한 주위의 태도
아빠에게는 "남자답지 않은 놀이", 엄마에게는 "아무런 도움도 되지 않는다."라는 말을 듣는다. 공터에 가서 실뜨기를 해도 아무런 관심을 받지 않는다.

### 도주
자신감 부족으로 운동을 잘하지는 못하지만, 특기 사항에서의 도주를 꽤 잘하는 편으로서, 누군가에게 쫓겨 다니거나, 위기 상황속에서 특수적인 달리기 실력이 나오는 것으로 추정된다. 이것은 자신에게 위급한 상황 속에서 발위 되는 현상이다. 예로 주시하면,
두더지 때려잡기 게임에 등장하는 두더지 같은 상황이다.

### 감자땅콩 던져 먹기
만화 연재 초기에는 특기로 감자땅콩을 하늘에 던져서 무조건 받아먹는 기술이 나오기도 했다 ("단 하나의 특기"라고 자칭). 친구들의 반응은 같았다.

### 사격
만화에 보면 사격을 하는 노진구가 있는데, 지우개 5개를 백발백중으로 맞혀서 도라에몽이 감탄 한 적이 있다. 그러나 도라에몽은 현대 사회에 쓸모없는 능력이라고 말한 적이 있다. 도라에몽 1 폭소 페닉에서도 나온다 (구 도라에몽)  

## 기타

### 인간 관계
이슬이, 퉁퉁이, 비실이와는 어릴 때부터 친구였으며 성인이 되어서도 절친한 친구다.
특히 이슬이를 매우 좋아한다. 또 이슬이와 영민이의 관계를 알고 있지만, 안 좋은 신경이 많이 쓰이는 탓에 이슬이와 영민이가 함께 다니는 모습을 보면 질투할 때도 있는 편이다.
퉁퉁이와 비실이에게 일방적인 폭행을 많이 당하는 편이다. 우선 퉁퉁이의 경우는 열을 받거나 진구가 퉁퉁이를 희롱하는 경우 등이고, 비실이는 진구가 자신보다 더 약하기 때문이다.

### 성격
기본적으로 낙천적인 성격으로 나올 때가 많지만, 남을 배려하는 마음이 깊은 소년으로, 남에게 선행을 많이 베푸는 편이다. 하지만 도라에몽의 도구로 의도한 것은 아니지만 악행을 적지 않게 일삼으며, 쉽게 포기하는 성격도 강해서 게으름도 많이 피우는 편이다. 싸움을 하는 경우에는 평화롭게 해결하려는 방안을 자주 언급하는 편인데,
싸움이 일어났을때는 주로 말리는 경우가 많다.(예를 들어서, 도라에몽의 도구중에서 호신용 도구가 있으면 난폭한 짓을 할 때 호신용 도구의 폭행을 말리는 편이다.) 또한 이방인이나 외국인에게도 친절한 편이다.

### 일상 생활
용돈은 매달 500엔.

### 가출
엄마에게 꾸중을 듣는 등 집에 있는 것이 싫어져서 가끔씩 가출을 할 때도 있었다. 시리즈를 통해서 확인 할 수 있는 것은 총 6회로 그 중 부모에게 혼나서 가출한 경우는 5회이다.
또 10분을 1시간처럼 느껴지게 하는 광선을 이용해서 3시간동안 가출하거나
 드문 경우지만 자신의 힘으로 독립하려고 했을 때도 없는 방 문을 사용해서 가출한다. 또 10년간 무인도에서 표류하게 되어서 도라에몽이 진구를 찾아와서 타임머신으로 10년전으로 돌아가고 타임 보자기를 이용해 진구를 어릴 적으로 되돌려서 모든 걸 원점으로 되돌리기도 했었다.
그리고 대장편·영화 도라에몽 노비타의 일본탄생에서는 도라에몽, 진구, 이슬이, 도라에몽, 비실이, 퉁퉁이가 7만년 전의 석기시대로 가출한 적도 있다. 가출 미수는 1회이며, 그러다가도 불안에 떨어서 집으로 돌아가고 싶은 생각을 간혹 한다.
그 외에도 덴덴 하우스로 농성을 한 적도 있다.

### 가창력
그리 좋지 못하다. 비실이가 "퉁퉁이보다 심하다(ジャイアンよりひどい)"고 평했을 정도이다. 가수이자 연예인인 마리와 몸을 바꾸어 서로의 일상을 체험했을 때에는 너무 심한 바람에 어쩔 수 없이 립싱크로 가요 프로그램 녹화를 했다. 또 엄마에게도 노랫소리를 "끙끙대는 소리"로 잘못 듣는 일도 있었다. 하지만 이것들은 이제 과거의 일로, 이젠 그렇게까지 심한 것은 아니게 되었다, 부르는 것 자체가 싫다는 것도 아니다.

### 음식 취향
원작에서 진구네 가족이 외식을 하는 장면은 거의 묘사되지 않지만, 배달을 시켜먹은 적은 많다. 또한 진구 엄마가 대접을 후하게 준비해 진구도 그 솜씨를 평가한 적도 있다.대장편에서는 카레라이스나 어린이 런치 세트처럼 앳된 음식을 먹기도 했다.
원작에서 좋아하는 음식
- 팬케이크[57]
- 떡[58]
- 카시와모찌[59]
- 컵라면[60]
- 라멘

- 케이크[61]
- 생선회[62]
- 스키야키[63]
- 계란말이[61]
- 시루카케고한[49]

- 타라코의 주먹밥[64]
- 배[65]
- 포도[66]

애니메이션 / 오리지널 설정에서 좋아하는 음식
- 치즈 햄버그[67]
- 나폴리탄 스파게티[68]
- 도넛（미스터 도넛을 패러디한 '마스터 도넛'을 좋아함）[69]
- 체리[70]
- 가라아게[71]

싫어하기도 하는 음식
- 생선회를 제외한 생선 전반. 특히 정어리[61]
- 당근[72]

- 피망[73]

### 이름
진구의 이름에 대해서는 아빠가「건강하게 자라고 언제까지나 키가 크라는 소원을 담아 『노비타』(のび太)로 이름을 지었다고 말했다. 하지만 도라에몽 노비타의 페러렐 서유기에서는 노비타의 표기가 のび太가 아닌 乃比太로 되어 있다. 또 중국판의 경우에는 노비타의 이름이 野比大雄, 野比康夫, 野比大宝의 3가지가 있는데 영화의 이름에서는 "映画哆啦A夢 大雄的人魚大海戦"(일본어 원문 제목 - 映画ドラえもん のび太の人魚大海戦)과 같이 大雄이 많이 사용된다. 미국판에서는 노비타의 이름이 "Noby Nobi(노비 노비)"로 따라서 "NOBY(노비)"라는 애칭으로 불리며, 노비를 한글로 번역하면 어떤 점에서는 노예(노비는 노예와 같은 단어.)라는 뜻으로도 번역되기도 한다.

### 태어났을 때의 사진
진구가 태어났을 때의 사진은 없다. 왜냐하면 노비스케가 구매한 카메라(병원에 가기 직전에 구입했다)를 강에 떨어뜨렸기 때문이다. 하지만 노비스케가 밤새 그린 스케치북이 있다. 원작, 제1작에서는 특별히 언급되지 않는다.

### 노비타로와의 통합
스핀오브 만화 「도라미짱」의 에피소드를 코믹에서는 노비타로를 노비타와 통합했기 때문에 도쿄에서 미국 서해안까지 태평양 단독 도보 횡단을 시도했고, 넷시의 존재에 대한 토론을 도전, 애벌레에 거의 무반응하는 등 노비타 본래의 성학부에서 보면 약간 위화감이 생기고 있다.

## 노진구의 집
목조 모루타루 2층에 단독 주택 규모의 셋집. 원작의 초기에는 임대료가 자꾸 인상되어서 타마코가 노비스케에게 금연하도록 호소하거나 노비타의 용돈을 줄이고자 하는 장면을 볼 수 있다. 창문은 목제. 마당에 창고가 있다. 방 타입은 4LDK이다. 1층에는 거실로 사용 중인 일본식 방과 응접 세트와 화분에 심은 야자수가 있는 응접실, 노비스케 부부가 침실로 사용하는 일본식 방, 2층에는 노진구의 방으로 사용되는 화실이 있고 그 맞은편에 또 다른 일본식 방이 있다. 이 토지는 가격 상승이 심하고 2,3미터 사방이 100만 엔 정도이다. 노비타의 방은 다다미를 깐 일본식 방에서 노진구의 책상은 동쪽이다.

### 구 도라에몽에서의 구조
구 도라에몽의 방송시 제기된 평면도는 원작과 크게 다르다. 현관에는 큰 창문이 있다. 부엌에는 뒷문이 있고 대형 가스 온수기가 설치되어 있다. 원작에서는 베란다가 등장한다.
노진구의 방은 원작에서는 노진구의 책상에서 볼 때 오른쪽(바로 뒤인 경우도 있다.)이 방문이지만 본작에서는 밀기울로 되어 있고 창문은 출창이다. 또한 도라에몽의 잠자리는 노비타의 책상에서 뒤에 있는 벽장으로 설정되고 있다.
또한 창틀도 초기에는 나무로 되어 있었으나 방송 기간이 길어짐에 따라 알루미늄으로 변경되었다.

### 신 도라에몽에서의 구조
크게 어레인지되어 신 도라에몽에서 원작에 더 가깝게 수정되었다. 노비타의 방은 기본적으로 원작에 준거해 책상이 오른쪽으로 반침되고 출창은 덧문이 달린 창문이 사용되고 방문 역시 노비타의 책상 바로 뒤에 있다. 책상 역시 2작1기의 스틸 책상에서 원작과 같은 목궤 책상으로 되어 있다. 그러나 바닥은 원작과 달리 녹색 카펫으로 되어 있고 2층의 사용하지 않던 화실이 사라져서 3DK 구조가 된다. 또한 계단의 위치(진행방향)도 원작과 다르다.

### 주소
이하의 변천이 있다.
원작에서의 설정
1. 근처 역은 쇼덴역 (가나가와현 가와사키시 다마 구 이쿠타 오다큐오다 와라 선)
2. 도쿄도 네리마구 쓰키미다이… 〒176-00 (당시는 5자리)[84] (1981년)
3. 코라쿠엔 구장에서 서북서[G]로 가서 집 근처에 도착.[85] (1981년)

애니메이션에서의 설정
1. 도심에서 전철로 1시간 거리의[출처 필요] 주택가 (애니메이션 제1작의 설정) (1973년)
2. 타마 지역 (1996년 당시에는 도쿄 다나시(현 니시 도쿄시)가 이에 포함되었다.)[86] (1996년)

현대에서 25년 이후의 세계에서 진구네는 맨션으로 이사하고 본래의 진구네는 공원의 공중 화장실이 되었다.
장구와 도라미가 거주하는 22세기의 진구네 집은 "도쿄 시티 네리마프로구 스스키가하라스트리트"에 있다고 되어 있다.

## 계보

### 부모
- 노석구 (부친)
- 오진숙 (모친)

### 조상
친할아버지
노비스케의 부친. 노비네 집에는 드물고 기골 있는 성격. 완고하고 엄격한 인상을 주는 인물이지만 실제로는 남다르게 아이를 돌보는 부친이었다. 그러나 그러한 모습을 아이에게 직접적으로 보여주는 것은 훈육에 좋지 않다고 생각했기 때문에 아이 앞에서는 매우 엄하게 대하고 아이를 위로하는 일 등은 모두 아내(친할머니)에게 맡겼다. 본인은 노비타가 태어나기 전에 사망했지만 타임머신을 타고 미래에서 온 노비타를 곧 자신의 손자로 인식한다. 이름은 "노비루"이다.
외할머니
타마코의 모친. 7권 수록 "엄마의 반지를 훔쳐내오자", "도라에몽 플러스" 1권 수록 "음식 테이블에 걸쳐"에 등장. "엄마의 다이아몬드를 盗み出せ"에서는 젊은 시절의 외할머니가 등장했다. 타마코에게 다이아몬드를 찾게 했다(실제로는 단순한 유리 구슬로 그것을 도라에몽과 노비타에게 주었다).
노비키치
메이지·다이쇼·쇼와 무렵의 인물로 노비타의 증조부. 친할아버지의 부친. 메이지 43년(1910년)에 핼리 혜성의 대접근을 체험하고 자손의 시대에 대비해 마당에 튜브를 묻는다. 노비키치의 모친은 혜성 접근으로 세상이 패닉되고 있는 가운데 냉정하게 노비키치의 기우를 부인했다.
노비자아에몬과 노비사쿠
분세 9년(1826년) 설날, 세뱃돈이 있는 곳을 담은 보물 지도를 그린 부자 사이의 관계. 노비자아에몬이 부친, 노비사쿠가 아들. 노비스케의 6대 이전의 조상.
노비히라
센고쿠 시대, 1580년 무렵의 인물. 노비타와 마찬가지로 소심한 성격이지만 도라미로부터 안경을 받고 씩씩하게 성장한다.

### 친척
스미레
최근 결혼한 노비타의 사촌. 홋카이도의 이모의 딸이라는 설이 있다.
노비에다
노비타의 사촌. 노비타와 닮은 여학생. 헤어스타일과 교복(세일러복)은 사쿠라 마미와 흡사. 1회성 등장에도 불구하고 애니메이션 제2작2기 오프닝 「껴안아주세요」버전으로 등장했다.
타마코의 오빠
타마코 모친을 돌보고 있었다. 원작에서는 타마코와의 관계는 불명.
타마오
타마코의 동생. 기(氣)가 약하고 소극적이다. 자동차의 세일즈맨을 하고 있지만 영업은 잘되지 않는다.
고로
목소리 - 야스무라 마코토 (2012년 5월)
노비네집 근처의 아파트에 사는 대학생으로 노비타의 사촌. 배가 고파서 음식을 요구하러 노비타네 집에 오기도 한다. 혈통은 불명.
노비타로
도라미가 얹혀산 집의 아들. 노비타의 어머니의 사촌. 외모는 노비타와 매우 닮았다. 다른 작품 「도라미짱」의 이야기가 단행본에 수록될 때 노비타로를 노비타로 통합했기 때문에 노부코도 마찬가지로 존재하지 않게 되었다.
노부코
노비타로의 모친. 원래는 다른 작품 「도라미짱」의 등장인물이었지만 단행본에 수록할 때 타마코와 통합되었기 때문에 현재는 아들인 노비타로와 함께 존재하지 않는 것으로 설정되었다. 통합되기 이전의 경우에는 타마코보다는 조금 더 뚱뚱했다.
오카야마 아저씨
노비타 여드름 경단을 보냈다.
오사카 아저씨
도라에몽과 노비타의 용돈을 올렸다.
세카이 케치나(세계 구두쇠) 아저씨
매우 포동포동한 체형에 고급스러운 옷차림을 하고 있고 스테레오 타입의 부자라고 말한 풍모의 아저씨. 하지만 노비타에게 단 한 번도 세뱃돈을 준 적이 없고 도라에몽의 도구를 사용해서 겨우 몇 장 정도를 준다.
친척 오빠
부모답게, 노비타가 말하기를 "올해부터 근무 시작하면 용돈을 받을 수 없게 되어 괴롭다."라는 것이다.
규슈 아저씨
목소리 - 나가사코 다카시 (2014년 2월)
노비스케의 친구. 이름은 "야마다 헤이스케".

### 족보
노비 가문
노비히라의 부친노비히라의 모친
노비히라
노비자아에몬
노비사쿠
○
○
노비키치
가타오카 가문
노비루이름 불명타마코 부친타마코 모친
노비스케의 여동생무나시노비 사비로우노비로우노비 노비스케타마코타마오타마코의 오빠
노비타시즈카
유카리노비스케
노비타의 손자
세와시 부친세와시 모친
세와시
이 외에는 혈통 불명.

## 배역

### 담당 성우
일본
- 애니메이션 제1작 (1973년)
  - 오오타 요시코
- 애니메이션 제2작1기 (1979년 4월 ~ 2005년 3월)
  - 오하라 노리코
  - 임시대역 : 마루야마 히로코
  - 어린 시절 : 오모토 마키코, 오하라 노리코
  - 성인 시대 (설정상 2011년) : 시오야 코조, 히로모리 신고
  - 45년 이후 : 오오카와 토오루
- 애니메이션 제2작2기 (2005년 4월~)
  - 오오하라 메구미
  - 어린 시절 : 가토와키 마이, 오하라 메구미
  - 성인 시대 : 오하라 메구미, 가와나고 마사히토, 호리 히데유키, 쓰마부키 사토시 (영화 STAND BY ME 도라에몽)

또한 오오타는 애니메이션 제2작1기에서 세와시, 제2작1기의 오하라는 제1작에서는 노비 타마코의 목소리와 각각 다른 배역으로 출연하고 있다. 또한 마루야마 유코가 대역을 담당한 회(1979년 7월 23일 - 7월 28일 방영분의 제97화 ~ 제102화)는 비디오에는 미수록된 상태이다(2009년 발매의 DVD 『도라에몽 타임머신 BOX 1979』에서는 소프트화되었다). 보이스 오버에 관해서는 오프닝 백이 주황색이었던 당시에는 히로모리 신고가 담당하고 있었지만 1995년부터 미래의 노비타가 등장하는 횟수가 줄어들었는데 히로모리가 노비타로 출연하는 것은 아니었다. 그 대신에 등장한 것이 오오카와 토오루이지만 레귤러 보통 방송의 마지막 출연이다.
또한 말기에는 『도라에몽 노비타의 결혼전야』가 영화화된 영향으로 성인의 노비타를 등장시킬 필요가 있었는데 지금까지의 애니메이션판의 디자인을 거의 답습한 안경을 쓴 스타일로 성인의 노비타가 등장했지만 이 때는 히로모리 신고가 보이스 오버를 담당하지 않고 어린 시절 노비타의 목소리를 담당했던 오하라 노리코가(약간 굵은 목소리를 연기할 수도 있었기 때문에) 성인 노비타의 보이스 오버를 담당한다. 히로모리가 목소리를 담당하는 성인 노비타가 등장하는 작품은 비교적 소프트화되어있는게 많고 영화로는 『미니도라 SOS!!』가 유일하고 다른 도라에몽 특집으로 방송된 「타임 워프 릴」「타임 캡슐」「무인도는 내 섬」이 있다.
제2작2기에서는 "노비타의 결혼전야"가 방송(2011년 3월 18일)된 경우도 오하라 노리코 대신에 오오하라 메구미가 노비타 역을 맡았다.
 대한민국
- 이미자 (MBC판)
- 김정아 (챔프판 / 영화)

 미국
- 조니 용 보시

### 배우
- 사카모토 마코토 (도라에몽 노비타와 동물혹성 무대판)
- 쓰마부키 사토시 (토요타 자동차 기업 CM) - 2011년 11월 이 CM에서는 30세가 무면허 미혼이라는 설정이며 원작의 소년기와 변함없는 얼빠진 일상이 그려진다. 여담으로 원작대로라면 노비타는 운전 면허를 취득하고 아들인 노비스케는 당시 5세 전후이다(10세 전후의 노비스케가 등장하는 시대가 노비타의 소년기로부터 25년 후이기 때문.). STAND BY ME 도라에몽에서도 청년 시절의 노비타 목소리를 담당한다. (여담으로 한국판의 경우 김혜성이 청년 시절 노비타를 담당.)

## 같이 보기
- 도라에몽
- 도라에몽 (등장인물)
- 노석구
- 오진숙
- 노장구